# (8767) Commontern
(8767) Commontern (1335 T-2) – planetoida z grupy pasa głównego asteroid okrążająca Słońce w ciągu 5,52 lat w średniej odległości 3,12 au. Odkryta 29 września 1973 roku.